# Бачан
Ба́чан (индон. Pulau Bacan) — группа островов в составе архипелага Молуккские острова. В административном отношении входит в состав индонезийской провинции Северное Малуку.
Расположены к западу от южной части острова Хальмахера и примерно в 120 км к югу от острова Тернате. Крупнейший остров архипелага также носит название Бачан; второй и третий по величине — острова Касирута и Мандиоли соответственно, которые находятся к западу от острова Бачан. Острова имеют вулканическое происхождение. Рельеф — преимущественно гористый. Общая площадь островов Бачан составляет 1899,8 км²; длина береговой линии — 297,3 км. Самая высокая точка — 2097 м над уровнем моря. Имеются месторождения угля. Большая часть островов покрыта тропическими лесами.
Крупнейший город архипелага — Лабу́ха, расположен на острове Бачан.